# Secretar general al NATO
Secretarul general al Organizației Tratatului Atlanticului de Nord este un diplomat internațional care servește ca șef oficial al Organizației Tratatului Atlanticului de Nord (NATO / OTAN). Secretarul General este responsabil de coordonarea activității alianței, servește ca șef al Consiliului Atlanticului de Nord și conduce staff-ul NATO.
Actualul secretar general este Mark Rutte, fost prim-ministru al Țărilor de Jos, care a fost numit în funcție la data de 1 octombrie 2024.

## Secretari generali
| #  | Secretar general                    | Poză | Naționalitate | Început           | Sfârșit           | Timp în funcție |
| -- | ----------------------------------- | ---- | ------------- | ----------------- | ----------------- | --------------- |
| 1  | Hastings Ismay                      |      | Regatul Unit  | 24 martie 1952    | 16 mai 1957       | 5 ani           |
| 2  | Paul-Henri Spaak                    |      | Belgia        | 16 mai 1957       | 21 aprilie 1961   | 4 ani           |
| 3  | Dirk Stikker                        |      | Țările de Jos | 21 aprilie 1961   | 1 august 1964     | 3 ani           |
| 4  | Manlio Brosio                       |      | Italia        | 1 august 1964     | 1 octombrie 1971  | 7 ani           |
| 5  | Joseph Luns                         |      | Țările de Jos | 1 octombrie 1971  | 25 iunie 1984     | 13 ani          |
| 6  | Peter Carrington                    |      | Regatul Unit  | 25 iunie 1984     | 1 iulie 1988      | 4 ani           |
| 7  | Manfred Wörner                      |      | Germania      | 1 iulie 1988      | 13 august 1994    | 6 ani           |
| —  | Sergio Balanzino (interimar)        |      | Italia        | 13 august 1994    | 17 octombrie 1994 | 2 luni          |
| 8  | Willy Claes                         |      | Belgia        | 17 octombrie 1994 | 20 octombrie 1995 | 1 an            |
| —  | Sergio Balanzino (interimar)        |      | Italia        | 20 octombrie 1995 | 5 decembrie 1995  | 6 săptămâni     |
| 9  | Javier Solana                       |      | Spania        | 5 decembrie 1995  | 6 octombrie 1999  | 4 ani           |
| 10 | George Robertson                    |      | Regatul Unit  | 14 octombrie 1999 | 17 decembrie 2003 | 4 ani           |
| —  | Alessandro Minuto-Rizzo (interimar) |      | Italia        | 17 decembrie 2003 | 1 ianuarie 2004   | 3 săptămâni     |
| 11 | Jaap de Hoop Scheffer               |      | Țările de Jos | 1 ianuarie 2004   | 1 august 2009     | 5 ani           |
| 12 | Anders Fogh Rasmussen               |      | Danemarca     | 1 august 2009     | 1 octombrie 2014  | 5 ani           |
| 13 | Jens Stoltenberg                    |      | Norvegia      | 1 octombrie 2014  | 1 octombrie 2024  | 10 ani          |
| 14 | Mark Rutte                          |      | Țările de Jos | 1 octombrie 2024  | prezent           |                 |